# Rhodacaridae
Rhodacaridae  es una familia de arácnidos ácaros perteneciente al orden Mesostigmata.

## Géneros
- Afrodacarellus Hulbutt, 1974
- Afrogamasellus Loots & Ryke, 1968
- Dendrolobatus G. I. Shcherbak, 1983
- Foliogamasellus Karg, 1977
- Interrhodeus Karg, 2000
- Jugulogamasellus Karg, 1977
- Litogamasus Lee, 1970
- Mediodacarellus L. M. M. K. d'Antony, 1987
- Mediorhodacarus Shcherbak, 1976
- Minirhodacarellus G. I. Shcherbak, 1980
- Orientolaelaps Bregetova & Shcherbak, 1977
- Pachymasiphis Karg, 1996
- Paragamasellevans Loots & Ryke, 1968
- Pararhodacarus L. C. Jordaan, G. C. Loots & P. D. Theron, 1988
- Pennarhodeus Karg, 2000
- Poropodalius Karg, 2000
- Podalogamasellus Karg, 1977
- Protogamasellopsis G. O. Evans & G. Purvis, 1987
- Rhodacarella Moraza, 2004[2]
- Rhodacarellus Willmann, 1935
- Rhodacarus Oudemans, 1902
- Solugamasus Lee, 1973

## Hábitat
Miembros de la familia Rhodacaridae viven en el suelo, materia orgánica muerta sobre el suelo, en musgos, líquenes y nidos de roedores.

## Literatura sobre Rhodacaridae
- Castilho, R.C.; de Moraes, G.J. 2010: Rhodacaridae mites (Acari: Mesostigmata: Rhodacaroidea) from the state of So Paulo, Brazil, with descriptions of a new genus and three new species. International journal of acarology, 36(5): 387-398. doi 10.1080/01647951003766970
- Lee, D.C. 1970: The Rhodacaridae (Acari: Mesostigmata): classification, external morphology and distribution of genera. Records of the South Australian Museum, 16(3): 1-219. PDF
- Lee, D.C.; Hunter, P.E. 1974: Arthropoda of the subantarctic islands of New Zealand 6. Rhodacaridae (Acari: Mesostigmata). New Zealand journal of zoology, 1: 295-328.
- Sirvid, P.J. et al. 2010: [Chapter] SIX Phylum ARTHROPODA CHELICERATA horseshoe crabs, arachnids, sea spiders. Pp. 50-89 in Gordon, D.P. (ed.): New Zealand inventory of biodiversity. Volume 2. Kingdom Animalia. Chaetognatha, Ecdysozoa, ichnofossils. Canterbury University Press, Christchurch, New Zealand. ISBN 978-1-877257-93-3